# Uwe Koch (Schriftsteller)
Uwe Koch (* 22. Oktober 1954 in Düsseldorf) ist ein deutscher Jurist und Schriftsteller.

## Leben
Uwe Koch studierte von 1973 bis 1979 Germanistik und Philosophie an der Universität Düsseldorf; er schloss dieses Studium mit dem Ersten Staatsexamen ab. Anschließend war er als Korrektor und in einer Werbeagentur tätig. In den 1980er Jahren verfasste er gemeinsam mit Georg Heinzen zwei Prosabände. Nach einem Zweitstudium der Rechtswissenschaft ist Koch heute als Fachanwalt für Familienrecht in Hamburg ansässig; daneben lehrt er an der Universität Hamburg Vertragsrecht.
Uwe Koch ist Mitglied des Verbandes Deutscher Schriftsteller. Er erhielt gemeinsam mit Georg Heinzen 1985 den Förderpreis für Literatur des Landes Nordrhein-Westfalen sowie 1986 den Förderpreis für Literatur der Landeshauptstadt Düsseldorf.

## Auszeichnungen
- 1985: Förderpreis für Literatur des Landes Nordrhein-Westfalen
- 1986: Förderpreis für Literatur der Landeshauptstadt Düsseldorf[1]

## Werke
- Heimat Stadt, Berlin 1982 (zusammen mit Georg Heinzen)
- Von der Nutzlosigkeit, erwachsen zu werden, Reinbek bei Hamburg 1985 (zusammen mit Georg Heinzen)
- Der Mann aus Sand, Reinbek bei Hamburg 1989, ISBN 3-498-03467-7
- Das Gewicht der Stimme, Berlin 1994
- Recht für Grafiker und Webdesigner, Bonn 2002 (zusammen mit Dirk Otto und Mark Rüdlin), ISBN 978-3-8362-1844-3